# Leonard Wyld
Lewis Arthur "Lew" Wyld, född 15 juli 1905 i Tibshelf, död 16 februari 1974 i Bakewell, var en brittisk tävlingscyklist.
Wyld blev olympisk bronsmedaljör i lagförföljelse vid sommarspelen 1928 i Amsterdam.